# Ернст фон Берг
Ернст фон Берг (нім. Ernst von Berg; 1782 — 1855) — німецький ботанік та землевласник.